# Karl-Wilhelm Merks
Karl-Wilhelm Merks (* 1939) ist ein deutscher römisch-katholischer Theologe.

## Leben
Merks studierte römisch-katholische Theologie, Philosophie und klassische Sprachen an der Universität Bonn, an der Universität Fribourg/Schweiz und an der Universität Toulouse/Frankreich. 1977 promovierte Merks mit einer Dissertation zur sittlichen Autonomie bei Thomas von Aquin. Von 1981 bis zu seiner Emeritierung 2004 war Merks als Professor für Moraltheologie an der Theologischen Fakultät Tilburg/Niederlande tätig. 2011 unterzeichnete Merks das Memorandum Kirche 2011: Ein notwendiger Aufbruch.

## Werke (Auswahl)
- Theologische Grundlegung der sittlichen Autonomie. Strukturmomente eines „autonomen“ Normbegründungsverständnisses im lex-Traktat der Summa theologiae des Thomas von Aquin, Düsseldorf: Patmos 1978
- Verbeelding en discretie. Essays over literatuur en moraal (gemeinschaftlich mit Wouters), TUP, Tilburg 1989
- Gott und die Moral. Theologische Ethik heute, LIT, Münster 1998
- Verantwortung – Ende oder Wandlungen einer Vorstellung? Orte und Funktionen der Ethik in unserer Gesellschaft, LIT, Münster 2001
- Grundlinien einer interkulturellen Ethik. Moral zwischen Pluralismus und Universalität (= Studien zur theologischen Ethik 132), Fribourg/Freiburg (Academic Press Fribourg / Verlag Herder) 2012
- Theologische Fundamentalethik, Verlag Herder, Freiburg 2020
- Menschenwerk – Über Grenzen der Moral, in: Thomas Brandecker, Tobias Janotta, Hendrik Weingärtner (Hg.) Theologische Ethik auf Augenhöhe, FS Stephan Ernst, Freiburg 2021, 130–152.
- weitere Werke von Karl Wilhelm Merks:[2]